# Villa Rusconi-Clerici (Verbania)
La Villa Rusconi-Clerici è una storica residenza di Pallanza sul lago Maggiore.

## Storia
La storia di Villa Rusconi-Clerici ha inizio con l'acquisizione da parte del militare ungherese Stefano Turr dell'antica villa che si ergeva nel luogo occupato oggi dalla suddetta, il Villino Bozzotti; dopo avervi fissato definitivamente la sua residenza e cominciato a costruire una parte del giardino che ancora oggi circonda la costruzione, la residenza subì una completa demolizione alla fine del XIX secolo da parte dei nuovi proprietari, la famiglia Biffi.
Il Villino Bozzotti venne quindi sostituito da un edificio molto più imponente, dalle forme neobarocche ed eclettiche, il cui progetto restò nelle mani dell'architetto milanese Giovanni Giachi. Dello stesso periodo è l'ampliamento del giardino della villa, con la presenza di un vasto giardino d'inverno e la ristrutturazione della zona del terreno che dà sul lago Maggiore, con la presenza di una grossa darsena per le barche. Nella proprietà Biffi si davano appuntamento personaggi di spicco e grandi personalità artistiche come Ranzoni, Troubetzkoy, il generale Cadorna, il comandante Rizzo, le famiglie Pallavicino, Manca, Amman, Melzi d'Eril, Francfort, Branca di Romanico, Browne Casanova.
Dopo 50 anni dall'arrivo della famiglia Biffi, la villa passò di proprietà ai conti Rusconi-Clerici, che ancora oggi hanno in proprietà l'edificio.
Attualmente la villa è sede di ricevimenti e feste, con delle residenze abitabili.
Nel 2024 la proprietà ha fatto da sfondo alle riprese del videoclip musicale del singolo Storie brevi di Tananai e Annalisa.

## Descrizione
La villa sorge in riva al lago appena fuori dall'abitato di Pallanza. L'edificio presenta un'architettura eclettica d'ispirazione neobarocca.

## Altre immagini

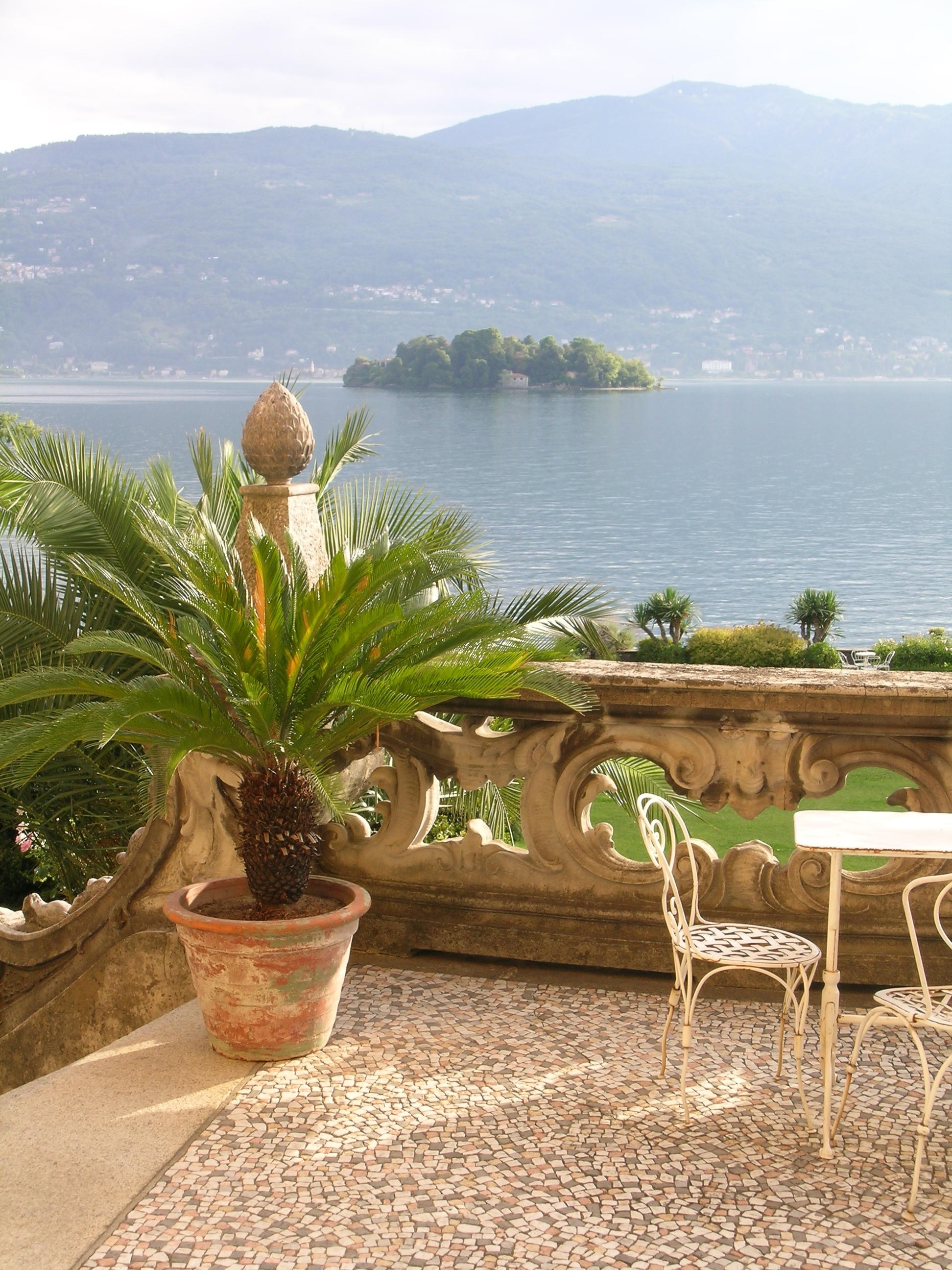
Villa Rusconi - Clerici, Particolare
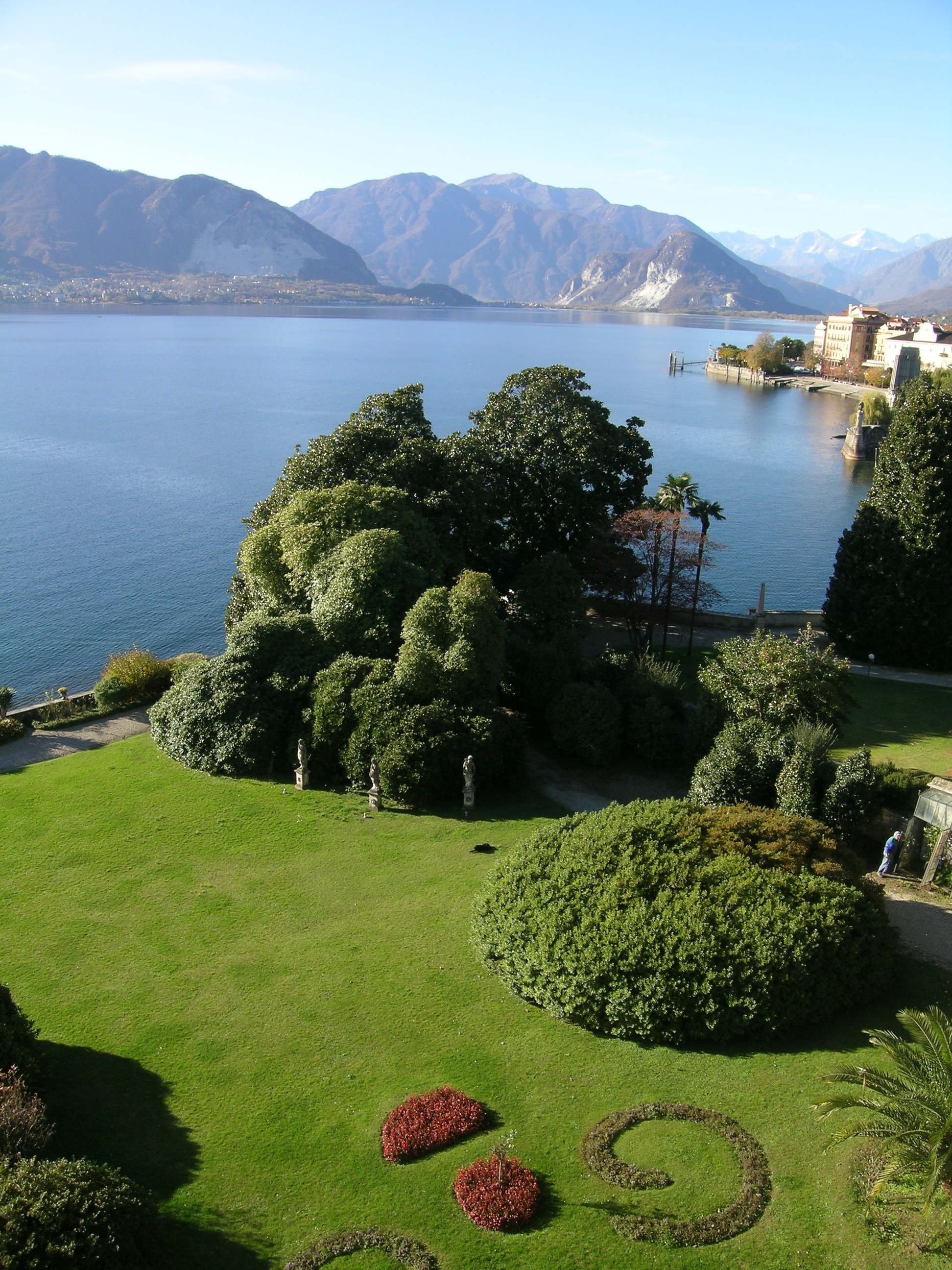
Villa Rusconi - Clerici, Particolare
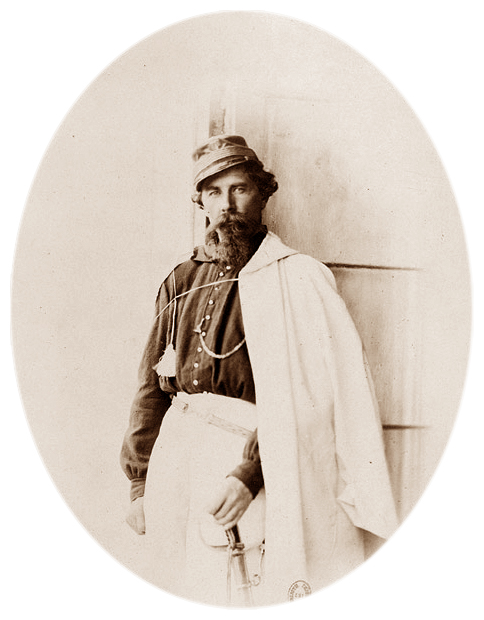
Ritratto di Stefano Türr